# 恶意软件
恶意软件（英語：Malware, malicious software），又称「流氓软件」，一般是指通過網路、可攜式存儲裝置等途徑散播的，故意對個人電腦、伺服器、智慧型裝置、電腦網路等造成隱私或機密資料外洩、系統損害（包括但不限於系統崩潰等）、資料丟失等非使用預期故障及資安問題，並且試圖以各種方式阻擋使用者移除它們，如同「流氓」一樣的軟件。惡意軟體的形式包括二進位可執行檔、腳本、活動內容等。就定義來說，電腦病毒、電腦蠕蟲、特洛伊木馬、勒索軟體、間諜軟體、恐嚇軟體、利用漏洞執行的軟體、甚至是一些廣告軟體，也被囊括在惡意軟體的分類中。不過，無意的非使用預期的電腦裝置故障，則一般視作軟體臭蟲（software bug）。

## 簡介
这些软件也可能被称为广告软件（adware）、间谍软件（spyware）、恶意共享软件（malicious shareware）。与病毒或蠕虫不同，这些软件很多不是小团体或者个人秘密地编写和散播，反而有很多知名企业和团体编写此类软件。
在中國大陸以中國雅虎旗下的3721最为知名且典型。该软件会采用多种技术手段强行安装和对抗删除。很多用户投诉道在不知情的情况下被安装，而其多种反卸载和自动恢复技术也使得很多软件专业人员也感到难以对付，以至于其卸载方法成为中國大陆网站上常常被讨论和咨询的技术问题。
据北京网络协会发起和公布的调查说，在被举报投诉的前几名中比较知名的软件和企业有：3721的上网助手和网络实名、阿里巴巴旗下的淘宝、易贝易趣、中國互聯網絡信息中心（即CNNIC）的中文官方上網版軟件、百度的百度工具栏、雅虎的一搜等。
部分被指名的企业否认或者部分否认这些指责，也有企业表示：即将或者已经推出的新版软件，已经对被投诉的问题作出改正。
个别“流氓软件”的製作公司或製作機構，还状告杀毒软件公司将之纳入「流氓」之列，部分杀毒软件公司已经迫于法院判决将个别流氓软件产品的特征从病毒库中删除，不再将流氓软件当电脑病毒来查杀。

## 官方定义
2006年11月9日，中国互联网协会公布了恶意软件的官方定义如下：
恶意软件（俗称“流氓软件”）是指在未明确提示用户或未经用户许可的情况下，在用户计算机或其他终端上安装运行，侵犯用户合法权益的软件。
- 强制安装：指在未明确提示用户或未经用户许可的情况下，在用户计算机或其他终端上安装软件的行为。
- 难以卸载：指未提供通用的卸载方式，或在不受其他软件影响、人为破坏的情况下，卸载后仍活动程序的行为。
- 浏览器劫持：指未经用户许可，修改用户浏览器或其他相关设置，迫使用户访问特定网站或导致用户无法正常上网的行为。
- 广告弹出：指未明确提示用户或未经用户许可的情况下，利用安装在用户计算机或其他终端上的软件弹出广告的行为。
- 恶意收集用户信息：指未明确提示用户或未经用户许可，恶意收集用户信息的行为。
- 恶意卸载：指未明确提示用户、未经用户许可，或误导、欺骗用户卸载非恶意软件的行为。
- 恶意捆绑：指在软件中捆绑已被认定为恶意软件的行为。
- 其他侵犯用户知情权、选择权的恶意行为。

## 用途与分类
恶意软件通常被广泛运用于攻击政府或企业网站，用以收集受保护信息，或破坏网站运作。但恶意软件也可以被用于个人，如收集个人标识号，银行信用卡号码，与密码。
随着宽带互联网的普及，恶意软件的设计越来越多地以盈利为目的。自2003年以来，大多数广泛传播的病毒和蠕虫多用于控制用户的计算机以达到非法目的。被感染的“僵尸计算机”可以被用来发送垃圾邮件，“走私”儿童色情相关的违禁数据，或以分布式拒绝服务攻击作为一种勒索形式。
间谍软件是用于监控用户网页浏览，显示未经请求的广告，或重定向营销收入的程序。虽然不会像病毒一样传播，但它们通过系统的安全漏洞进行安装，并能够被隐藏起来与其他不相关软件进行捆绑打包安装。
勒索软件是在用户支付赎金前，阻止用户访问某些相关文件的程序。勒索软件有两种变体，分别是加密勒索和“储物柜”勒索。“储物柜”勒索软件只锁定计算机系统，不加密其内容，而加密勒索软件锁定系统，并加密其内容。
一些恶意软件通过点击欺诈进行盈利，伪造计算机用户点击某个网站广告链接的记录，从而从广告商那里获得报酬。据估计，2012年约有60% - 70%的活跃恶意软件使用了某种形式的点击欺诈，在所有的广告点击中，点击欺诈率占22%。
除了以犯罪形式盈利，恶意软件还可以用于出于政治/商业动机的破坏活动。例如，震网病毒（Stuxnet）的设计用于破坏特定的工业设备。某些被称为“computer killing”（文译：杀死计算机）的攻击能用于关闭大型计算机网络，大规模删除文件，破坏主引导记录。例如，索尼影业（Sony Pictures Entertainment）和沙特阿美（Saudi Aramco）于2014年11月25日就遭受了类似的攻击。

## 外部連結
- 中的“Malicious Software”
- Further Reading: Research Papers and Documents about Malware on IDMARCH (Int. Digital Media Archive) （页面存档备份，存于）
- Advanced Malware Cleaning （页面存档备份，存于） – a Microsoft video